# Schengen acquis

Країни-члени ЄС, які беруть участь у Шенгенській зоні
Країни-члени ЄС, які поки не беруть участі, але зобов’язані приєднатися
Країни-члени ЄС з правом на неучасть
Країни, які не входять до ЄС, але є членами Шенгенської зони
Країни, які не входять до ЄС, але де-факто беруть участь у Шенгенській зоні
Країни, що не входять до ЄС, з відкритим кордоном

Schengen acquis (МФА: [ˈʃɛŋən aˌki]), що означає «надбання Шенгену»(фр.)) — набір правил і законодавства, інтегрованих у право Європейського Союзу, які регулюють скасування прикордонного контролю на внутрішніх кордонах у межах Шенгенської зони, а також посилення прикордонного контролю на зовнішніх кордонах.

## Опис
Schengen acquis включає:
- Шенгенську угоду, підписану 14 червня 1985 року Бенілюксом, Німеччиною та Францією;
- Шенгенську конвенцію про імплементацію Шенгенської угоди, підписана 19 червня 1990 року;
- угоди про приєднання до Шенгенської конвенції Італії, Іспанії, Португалії, Греції, Австрії, Данії, Фінляндії та Швеції;
- рішення Виконавчого комітету та Центральної групи;
- Акти Союзу (регламенти, директиви та рішення), прийняті Європейським парламентом та/або Радою після інтеграції Schengen acquis в право Європейського Союзу

## Історія

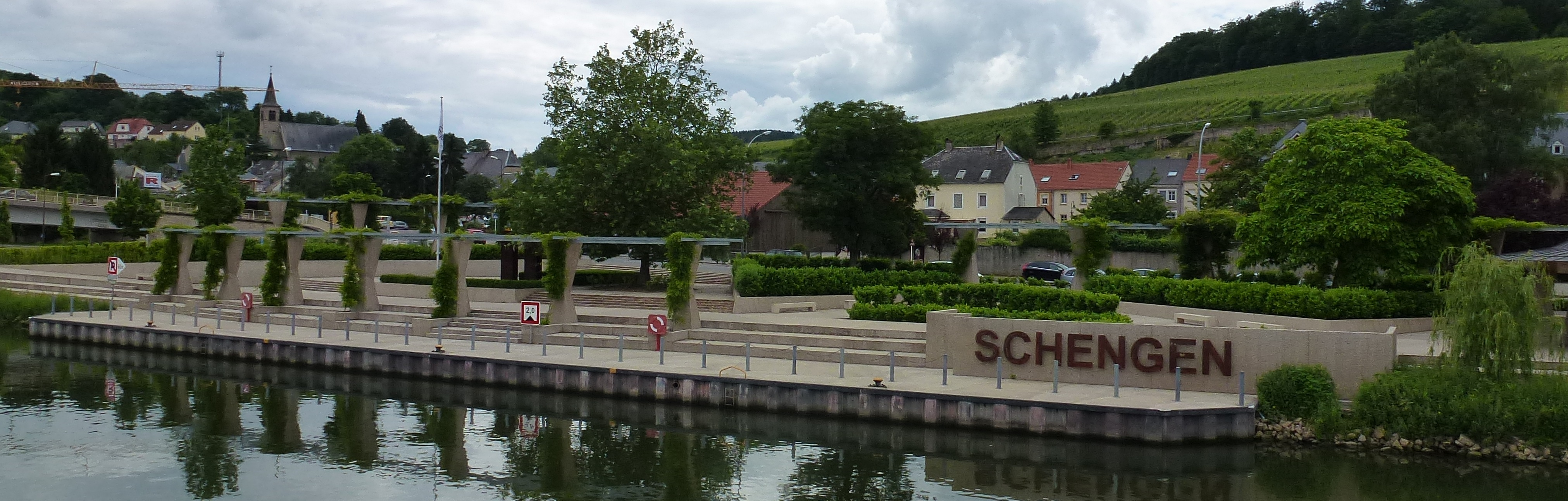
Шенген, Люксембург

Вільне пересування людей було основною частиною оригінального Римського договору, і з перших днів Європейського економічного співтовариства громадяни держав-членів ЄЕС могли вільно подорожувати з однієї держави-члена в іншу за пред’явленням своїх паспортів або національних посвідчень особи.. Проте на кордоні між більшістю держав-членів все ще діяв систематичний контроль ідентифікації.[джерело?]
Розбіжності між державами-членами призвели до глухого кута щодо скасування прикордонного контролю всередині Співтовариства, але в 1985 році п'ять із десяти тодішніх держав-членів, Бельгія, Франція, Люксембург, Нідерланди та Західна Німеччина, підписали угоду про поступове скасування спільного прикордонного контролю. Угоду було підписано на катері Princess Marie-Astrid на річці Мозель поблизу села Шенген у Люксембурзі, де сходяться території Франції, Німеччини та Люксембургу. Три підписанти Бельгія, Люксембург і Нідерланди вже скасували спільний прикордонний контроль у рамках Економічного союзу Бенілюкс.[джерело?]
Шенгенська угода була підписана незалежно від Європейського Союзу, частково через відсутність консенсусу серед держав-членів ЄС щодо того, чи має ЄС юрисдикцію скасувати прикордонний контроль, а частково через те, що ті, хто готовий реалізувати ідею, не бажали цього чекати інших (тоді не було механізму посиленого співробітництва). Угода передбачала гармонізацію візової політики, дозволяючи мешканцям прикордонних територій вільно перетинати кордони подалі від фіксованих пунктів пропуску, а також заміну перевірки паспортів на візуальний контроль транспортних засобів на зниженій швидкості та перевірку транспортних засобів, яка дозволяє транспортним засобам перетинати кордон без зупинки.
У 1990 році Угода була доповнена Шенгенської конвенцією, яка пропонувала скасування внутрішнього прикордонного контролю та спільну візову політику. Саме ця Конвенція створила Шенгенську зону шляхом повного скасування прикордонного контролю між державами-учасницями Шенгену, спільних правил щодо віз, а також поліцейської та судової співпраці.[джерело?]
Шенгенська угода разом із Конвенцією про її імплементацію була імплементована в 1995 році лише для деяких підписантів, але трохи більше ніж через два роки під час міжурядової конференції в Амстердамі всі країни-члени Європейського Союзу, крім Сполученого Королівства та Ірландії, підписали Шенгенську угоду. Саме під час цих переговорів, які призвели до Амстердамської угоди, було узгоджено інкорпорацію Schengen acquis в основну частину законодавства Європейського Союзу разом із виключенням для Ірландії та Сполученого Королівства (див. також Єдиний міграційний простір), які мали залишатися за межами Шенгенської угоди.[джерело?]

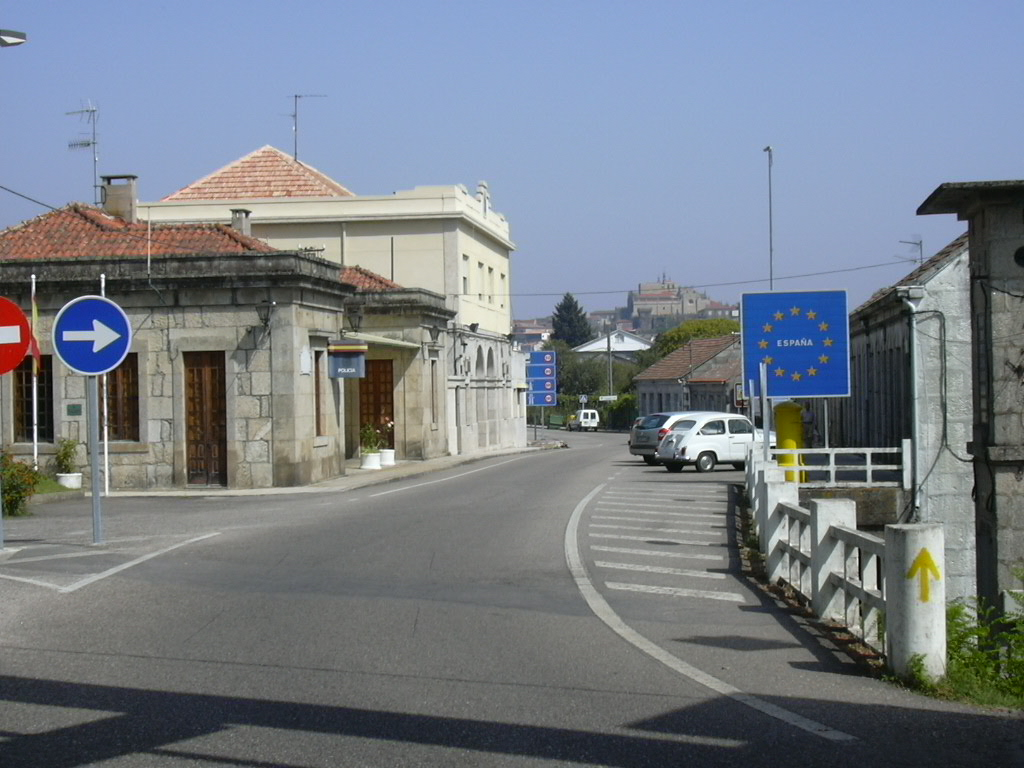
Дороговказувач позначає кордон між Іспанією та Португалією

У грудні 1996 року дві країни, що не входять до ЄС, Норвегія та Ісландія підписали угоду про асоціацію з підписантами Шенгенської угоди, щоб стати частиною Шенгенської зони. Хоча ця угода так і не набула чинности, обидві країни стали частиною Шенгенської зони після укладення подібних угод з ЄС. Сама Шенгенська конвенція не була відкрита для підписання країнами, що не входять до ЄС. У 2009 році Швейцарія завершила свій офіційний вступ до Шенгенської зони, прийнявши угоду про асоціацію на народному референдумі в 2005 році.
Тепер, коли Шенгенська угода є частиною acquis communautaire, Угода для членів ЄС втратила статус договору, до якого можна було вносити зміни лише відповідно до його умов. Натомість зміни вносяться відповідно до законодавчої процедури ЄС відповідно до договорів ЄС. Ратифікація колишніми державами, які підписали угоду, не потрібна для зміни або скасування деяких чи всіх попередніх Schengen acquis. Законодавчі акти, що встановлюють умови в’їзду до Шенгенської зони, тепер приймаються більшістю голосів у законодавчих органах Європейського Союзу. Нові країни-члени ЄС не підписують Шенгенську угоду як таку, натомість зобов’язані впроваджувати правила Шенгену як частину вже існуючого закону ЄС, який зобов’язаний прийняти кожен новий член.[джерело?]
Це призвело до того, що країни-члени Шенгенської угоди, які не входять до ЄС, мають кілька формально обов’язкових варіантів впливу на формування та розвиток шенгенських правил; їхні можливості фактично зводяться до погодження або виходу з угоди. Однак консультації з постраждалими країнами проводяться до прийняття конкретного нового законодавства.